# Gary Graham (rugby à XV)
Pour les articles homonymes, voir Gary Graham et Graham.
Pas d'image ? Cliquez ici

a Compétitions nationales et continentales officielles uniquement.

b Matchs officiels uniquement.
Dernière mise à jour le 23 septembre 2023.
Gary Graham, né le 29 août 1992 à Stirling, est un joueur international écossais de rugby à XV. Il évolue au poste de troisième ligne aile ou de troisième ligne centre.

## Biographie
Né à Stirling en Écosse, Gary est le fils de l'international écossais et légende de Newcastle George Graham (en),,,,. Il a également un frère Guy Graham (en) qui est rugbyman professionnel, également international écossais en équipe de jeunes.
Sa famille ayant déménagé à Carlisle en Cumbrie — juste au sud du Border — alors que Gary a seulement 3 ans, il a d'abord fréquenté le club de la ville anglaise, avant de retourner à 17 ans en Écosse, pour jouer avec le Gala RFC,.

### Carrière en club
Évoluant en Championnat d'Écosse avec Gala au moins dès la saison 2010-2011, il fait partie de l'équipe qui remporte la Coupe d'Écosse en 2012, jouant également un rôle central dans la victoire surprise contre l'équipe de deuxième division anglaise des London Scottish en British and Irish Cup la saison suivante (en),,.
Mais ne voulant pas se contenter de jouer au niveau amateur, et ne voyant pas de porte s'ouvrir dans les franchises écossaises de Pro14, il décide en 2015 d'aller poursuivre son parcours rugbystique à Jersey,.
Graham débute ainsi sa carrière professionnelle avec les Jersey Reds, signant son premier contrat avec le club des îles Anglo-Normandes le 6 février 2015,.
Après deux années dans le Championnat d'Angleterre de deuxième division, Graham signe chez les Newcastle Falcons, en Premiership, le 22 mars 2017, pour la saison 2017-18 qui suit,,.
Déjà remarqué pour ses performances à Jersey, Graham se met en valeur dès ses débuts avec Newcastle, en résultant une convocation en équipe d'Angleterre, après seulement quelques titularisations au plus haut niveau du rugby anglais,.
Sa sélection tournant au rendez-vous raté avec la sélection anglaise, il continue cependant à être performant en club lors de la saison suivante, se voyant alors récompensé par un appel avec l'Écosse fin 2018,.
Mais les performances de Newcastle déclinent en fin de saison et les Falcons sont donc relégués en deuxième division pour l'exercice 2019-2020. Dans cette saison achée par le Covid-19, Graham et ses coéquipiers parviennent toutefois à valider une remontée direct en première division,.
En amont de la saison 2020-2021, il signe une prolongation de contrat de trois années supplémentaires avec Newcastle. En début de saison, les Falcons effectuent un retour en Premiership remarqué, enchainant les victoires, il est notamment titulaire et protagoniste au poste de numéro 8,, ce qui lui vaut un retour en sélection.
En mars 2023, il est annoncé qu'il signe pour le club français de l'US Carcassonne évoluant en Pro D2, pour la saison 2023-2024. Néanmoins, avec la relégation du club en Nationale, son contrat est dans un premier temps annulé,. Dans un second temps, début août suivant, son contrat est finalement définitivement officialisé par le club audois.
En mai 2025, il est champion de France de Nationale avec le club de Carcassonne qui monte en Pro D2. Étant un joueur incontournable de cette formation, il prolonge son contrat sous les couleurs jaune et noire de Carcassonne.

### Carrière en sélection
International avec les moins de 20 ans Écossais, Graham participe notamment au Tournoi des Six Nations des moins de 20 ans en 2012 et au Championnat du monde junior la même année,.
Initialement délaissé par le sélectionneur écossais Gregor Townsend, Graham est appelé par Eddie Jones pour une session d'entrainement avec l'équipe d'Angleterre en décembre 2017,, intégrant ensuite le groupe anglais pour le Tournoi des Six Nations 2018.
Graham exprime alors une certaine frustration par rapport à la fédération écossaise qui le considère peu par rapport à certains de ses camarades en équipe de jeunes comme Finn Russell, Ali Price, Jonny Gray ou Stuart Hogg, dont il ne partage pas l'ascension fulgurante ni en équipe nationale, ni dans les franchises écossaises de Pro14,.
Cependant, il déclare forfait sur blessure avant le début du Tournoi 2018, Graham — qui ne compte donc toujours aucune sélection avec le XV de la Rose — décide finalement de retourner vers ses origines, répondant à un appel en équipe d'Écosse en novembre 2018,. Il intègre par la suite le groupe écossais en vue du Tournoi des Six Nations 2019.
Il fait ainsi finalement ses débuts avec l'Écosse le 2 février 2019 à l'occasion du match du Tournoi des Six Nations contre l'Italie, remporté 33 à 20 par le XV du Chardon.
Manquant de peu le coche pour la Coupe du monde 2019,, il est éloigné de la sélection alors que son équipe joue en deuxième division pendant la saison 2019-2020.
De retour en sélection pour le Tournoi des Six Nations 2021, Graham fait partie de l'équipe d'Écosse qui remporte la Calcutta Cup à Twickenham le 6 février 2021, battant l'Angleterre chez elle lors de la première journée, ce qui n'était plus arrivé depuis 38 ans et le Tournoi des Cinq Nations 1983,. Remplaçant au coup d'envoi, Graham s'illustre par l'agressivité dont il montre à son entrée en jeu, permettant à son équipe de ne rien lâcher face à leur rival historique,.